# Perù ai Giochi olimpici
Il Perù ha partecipato per la prima volta ai Giochi olimpici nel 1936.
Gli atleti peruviani hanno vinto 4 medaglie ai Giochi olimpici estivi, mentre non ne hanno mai vinta alcuna ai Giochi olimpici invernali. L'unica medaglia d'oro risale a Londra 1948 grazie al tiratore Edwin Vásquez.
Il Comitato Olimpico Peruviano, creato nel 1924, venne riconosciuto dal CIO nel 1936.

## Medaglieri

### Medaglie alle Olimpiadi estive
| Giochi                 | Oro              | Argento          | Bronzo           | Totale           |
| ---------------------- | ---------------- | ---------------- | ---------------- | ---------------- |
| 1936 Berlino           | 0                | 0                | 0                | 0                |
| 1948 Londra            | 1                | 0                | 0                | 1                |
| 1952 Helsinki          | non partecipante | non partecipante | non partecipante | non partecipante |
| 1956 Melbourne         | 0                | 0                | 0                | 0                |
| 1960 Roma              | 0                | 0                | 0                | 0                |
| 1964 Tokyo             | 0                | 0                | 0                | 0                |
| 1968 Città del Messico | 0                | 0                | 0                | 0                |
| 1972 Monaco            | 0                | 0                | 0                | 0                |
| 1976 Montreal          | 0                | 0                | 0                | 0                |
| 1980 Mosca             | 0                | 0                | 0                | 0                |
| 1984 Los Angeles       | 0                | 1                | 0                | 1                |
| 1988 Seul              | 0                | 1                | 0                | 1                |
| 1992 Barcellona        | 0                | 1                | 0                | 1                |
| 1996 Atlanta           | 0                | 0                | 0                | 0                |
| 2000 Sydney            | 0                | 0                | 0                | 0                |
| 2004 Atene             | 0                | 0                | 0                | 0                |
| 2008 Pechino           | 0                | 0                | 0                | 0                |
| 2012 Londra            | 0                | 0                | 0                | 0                |
| 2016 Rio de Janeiro    | 0                | 0                | 0                | 0                |
| 2020 Tokyo             | 0                | 0                | 0                | 0                |
| 2024 Parigi            | 0                | 0                | 1                | 1                |
| Totale                 | 1                | 3                | 1                | 5                |

### Medaglie alle Olimpiadi invernali
| Giochi           | Oro              | Argento          | Bronzo           | Totale           |
| ---------------- | ---------------- | ---------------- | ---------------- | ---------------- |
| 2010 Vancouver   | 0                | 0                | 0                | 0                |
| 2014 Sochi       | 0                | 0                | 0                | 0                |
| 2018 PyeongChang | non partecipante | non partecipante | non partecipante | non partecipante |
| 2022 Pechino     | 0                | 0                | 0                | 0                |
| Totale           | 0                | 0                | 0                | 0                |